# Niemieryczów
Niemieryczów (do 31 grudnia 2002 Niemiryczów) – wieś sołecka w Polsce położona w województwie mazowieckim, w powiecie lipskim, w gminie Chotcza.
| SIMC    | Nazwa      | Rodzaj    |
| ------- | ---------- | --------- |
| 0616310 | Klin       | część wsi |
| 0616327 | Młodzianów | część wsi |

W latach 1975–1998 miejscowość administracyjnie należała do województwa radomskiego. 1 stycznia 2003 nastąpiła zmiana nazwy wsi z Niemiryczów na Niemieryczów.
Wierni Kościoła rzymskokatolickiego należą do parafii św. Tekli w Tymienicy.